# Felinoterapia

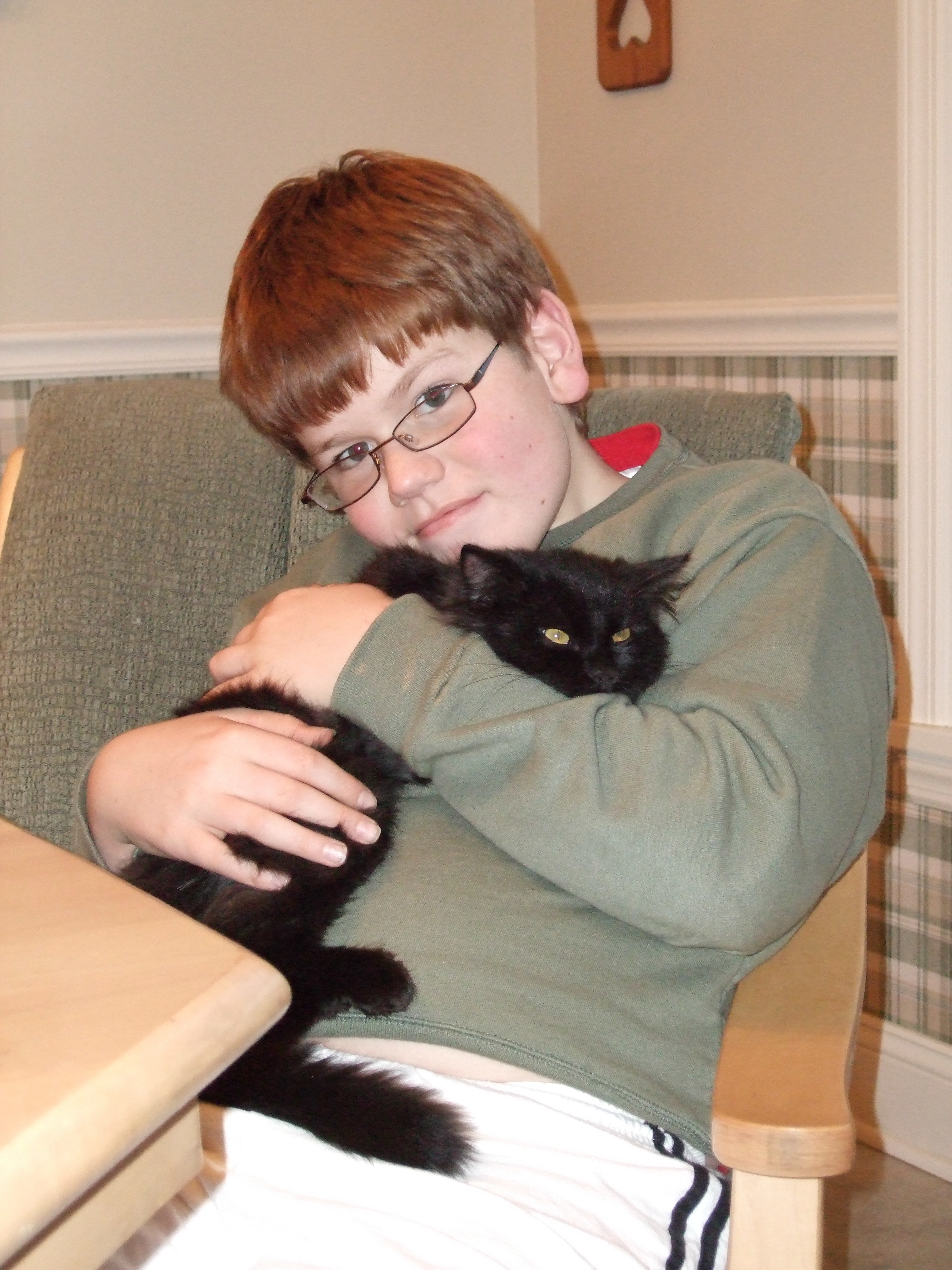
Chłopiec z kotem

Felinoterapia (łac. felis – kot, gr. therapeia – opieka, leczenie) – jedna z metod zooterapii polegająca na kontakcie osoby poddawanej terapii z kotem. Działanie terapeutyczne ma nie tylko kontakt fizyczny z kotem, ale nawet sama jego obserwacja lub przebywanie w jego towarzystwie. Zauważane są takie korzyści jak poprawienie samopoczucia, obniżenie poziomu lęku, zmniejszenie poczucia samotności, mobilizacja do działania, zwiększenie wydzielania endorfin, stymulacja układu odpornościowego, obniżenie ciśnienia krwi, poziomu cholesterolu i triacylogliceroli we krwi. Felinoterapię wykorzystuje się do usprawniania osób starszych, niepełnosprawnych i niedołężnych, a także niepełnosprawnych fizycznie i psychicznie dzieci. Nie może jednak zastępować konwencjonalnego leczenia i rehabilitacji, jest jedynie ich uzupełnieniem.